# Droits LGBT aux Comores

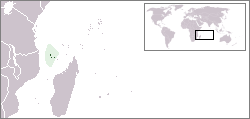
Localisation des Comores.

Les personnes lesbiennes, gays, bisexuelles et transgenres (LGBT) aux Comores peuvent faire face à des difficultés légales que ne connaissent pas les résidents non-LGBT.
Les expériences LGBT (lesbiennes, gays, bisexuelles et trans) sont jugées contre nature aux Comores et y sont illégales.
Les cultures dominantes y condamnent l'homosexualité, vue comme opposée aux valeurs locales, et caractéristique des Blancs.

## Législation
Les relations sexuelles considérées comme « contre nature » sont illégales aux Comores. Les actes homosexuels peuvent être punis d'un emprisonnement allant jusqu'à cinq ans, et d'une amende allant de 50 000 à 1 000 000 de francs, selon l'article 318 du code pénal.

## Reconnaissance légale des couples homosexuels
Les couples homosexuels ne bénéficient d'aucune reconnaissance légale.

## Adoption homoparentale
L'adoption homoparentale n'est pas autorisée.

## Conditions de vie
Le rapport de Droits de l'homme de 2010 du département d'État américain a constaté que « des personnes s'engageant dans des actes homosexuels ne déclarent pas publiquement leur orientation sexuelle en raison de la pression sociale. Il n'y a officiellement aucune organisation lesbienne, homosexuelle, bisexuelle ou transgenre dans le pays ».

## Tableau récapitulatif
| Dépénalisation de l’homosexualité                                                   | Non |
| Majorité sexuelle identique à celle des hétérosexuels                               | Non |
| Interdiction des discours de haine contre les LGBT                                  | Non |
| Interdiction de la discrimination liée à l'orientation sexuelle à l'embauche        | Non |
| Interdiction de la discrimination liée à l'identité de genre dans tous les domaines | Non |
| Mariage civil ou partenariat civil                                                  | Non |
| Adoption conjointe dans les couples de personnes de même sexe                       | Non |
| Adoption par les personnes homosexuelles célibataires                               | Non |
| Droit pour les gays de servir dans l’armée                                          | Non |
| Droit de changer légalement de genre (après stérilisation)                          | Non |
| Gestation pour autrui pour les gays                                                 | Non |
| Accès aux FIV pour les lesbiennes                                                   | Non |
| Autorisation du don de sang pour les HSH                                            | Non |